# 汪曾祺纪念馆
汪曾祺纪念馆是位于江苏高邮市的一座博物馆。

## 历史
2020年5月18日建成开馆，由高邮市文旅集团投资、同济大学建筑设计院设计，位于江苏高邮市竺家巷9号。总建筑面积9,500多平米。共分两层有11个展厅。

## 争议
被媒体质疑和浙江桐乡木心美术馆在建筑设计上多出雷同。木心美术馆馆长陈丹青认为并非抄袭，而是“同质化”。

## 营业时间
- 周二至周日：上午九点至下午五点
- 周一闭馆